# Juan Ángel Golfarini
Juan Ángel Golfarini fue un médico de origen uruguayo que sirvió en el cuerpo de sanidad militar en el Ejército Argentino, especialmente durante la Guerra de la Triple Alianza, alcanzó el grado de general en las fuerzas de su país natal y del adoptivo y fue candidato presidencial por el Partido Blanco (Uruguay).

## Biografía

### Origen familiar y primeros años
Juan Ángel Golfarini Quiñones había nacido el 23 de junio de 1838 en la ciudad de Montevideo, capital del entonces Estado Oriental del Uruguay, siendo hijo del coronel de caballería Juan Ángel Golfarini y de Francisca Quiñones Rodriguez.
Emigró a la República Argentina y en 1857 ingresó a la Facultad de Medicina de la Universidad de Buenos Aires.

### Guerra del Paraguay
Al comenzar la guerra la Guerra del Paraguay en 1865, Argentina no contaba con una organización de sanidad militar adecuada, y carecía de personal, instrumental y ambulancias suficientes. Iniciados los primeros combates sólo se contaba con un médico recibido, Pedro Mallo, por lo que se acudió a los estudiantes.
El 9 de mayo de 1865 se creaba el Cuerpo Médico encabezado por el cirujano mayor (grado de coronel) Hilario Almeyra y los cirujanos principales (teniente coronel) Manuel de Biedma, Caupolicán Molina y Joaquín Díaz de Bedoya. La Facultad de Medicina de la Universidad de Buenos Aires aportó 8 alumnos voluntarios, entre ellos Juan Ángel Golfarini quien se incorporó al ejército como practicante con el grado de Ayudante Mayor Asimilado.
Luego de la Batalla de Yatay fue ascendido a Cirujano de Cuerpo. Por su actuación en la guerra fue condecorado y ascendido en dos oportunidades.
Fruto de su experiencia en el teatro de operaciones serían varios artículos publicados en el Diario de Comercio y fundamentalmente su obra La cartera de un médico cirujano (1898), una de las principales fuentes acerca de la actuación del cuerpo médico en la guerra del Paraguay y la situación sanitaria de los beligerantes, uno de los factores que más influyeron en el conflicto.

### Epidemias
Ante el temor de un rebrote de la epidemia de cólera en Buenos Aires (1867), en 1868 fue enviado de regreso a la ciudad de Buenos Aires donde el 21 de noviembre de ese año presentó su tesis titulada "La vida y la muerte, Disertación psicológica, filosófica y médica", publicada también ese mismo año.
Como se temía, en 1868 el cólera se desató nuevamente en Buenos Aires y Golfarini actuó como Médico Interno del Lazareto, fue designado secretario del Consejo de Higiene Pública de la provincia de Buenos Aires y como tal, encargado de redactar la memoria oficial de la epidemia.
En 1871 una epidemia de fiebre amarilla en Buenos Aires diezmó a la ciudad. Golfarini se mantuvo en su puesto y su encomiable actuación durante la epidemia le mereció las medallas de la Cruz de Hierro y de Oro de la Municipalidad de Buenos Aires. Le tocó en suerte sobrevivir a diferencia de muchos de los médicos que permanecieron en Buenos Aires para combatir el flagelo (Francisco Javier Muñiz y Adolfo Argerich entre ellos) y en 1878 fue enviado a Europa para capacitarse en saneamiento público que a su regreso tradujo en varias obras en la ciudad.

### Carrera posterior
Integró en varias oportunidades el Concejo Deliberante de la Ciudad de Buenos Aires, llegando a presidirlo.
Durante la revolución de 1880 se desempeñó como Director del Hospital Militar Central. Ese mismo año participó de la fundación de la Cruz Roja Argentina, integró su primer Consejo Supremo y fue inspector.
Desde su país de adopción continuó sin embargo involucrado en la política uruguaya y apoyó decididamente al Partido Nacional en su lucha contra la hegemonía del batllismo, llegando a integrar las juntas revolucionarias organizadas en la Argentina en apoyo de la insurrección en el vecino país durante la revolución de 1904, lo que llevó a su partido a sostener su candidatura a la Presidencia de la República del Uruguay en la elección del 1 de marzo de 1919.
Vencedor el candidato del Partido Colorado, doctor Baltasar Brum, en 1920 confirió a Golfarini el cargo de Médico Mayor Honorario del Ejército de la República y en 1929 era ascendido simultáneamente por los gobiernos de Argentina y Uruguay al grado de general.
Autor de estudios sobre temas médicos fue además cronista en varios periódicos.
Fue Gran Maestre de la Logia Lealtad N° 6 de la Gran Logia de la Argentina de Libres y Aceptados Masones entre los años 1916 y 1917.
Murió en la ciudad de Buenos Aires el 16 de agosto de 1925.
La Escuela N° 93 y una calle de la ciudad de Buenos Aires llevan su nombre.